# Duetto
Duetto (кор. 듀에토) — південнокорейський дует, створений Starship Entertainment у Сеулі, Південна Корея. 17 травня 2017 року вони випустили однойменний мініальбом Duetto і два сингли «Dream» і «Reminisce» у 2018 році. Пек Ін Те та Ю Сил Ґі є класичними тенорами за освітою та разом навчалися в університеті Ханьян під керівництвом баритона Ко Син Хьона. Ю Сил Ґі щороку вів свій клас як у коледжі, так і на магістерській програмі.

## Учасники
- Пек Ін Те (백인태)
- Ю Сил Ґі (유슬기)

## Дискографія

### Мініальбоми
| Назва  | Деталі альбому | Пікові позиції у чартах | Продажі                  |
| Назва  | Деталі альбому | KOR                     | Продажі                  |
| ------ | --- | ----------------------- | ------------------------ |
| Duetto | - Реліз: 17 травня 2017 - Лейбл: Starship Entertainment, LOEN Entertainment - Формат: CD, цифрове завантаження Трек-лист 1. «봄이 분다» 2. «Yearnings (그리움 끝에)» 3. «옆사람» 4. «Il Mondo» 5. «2막 1장» | 7                       | - Південна Корея: 4,088+ |

### Сингли
| Назва                                                                            | Рік  | Пікові позиції у чартах | Продажі (DL) | Альбом            |
| Назва                                                                            | Рік  | KOR                     | Продажі (DL) | Альбом            |
| -------------------------------------------------------------------------------- | ---- | ----------------------- | ------------ | ----------------- |
| Dream (드림)                                                                     | 2018 | —                       | Н/Д          | Сингл без альбому |
| Reminisce (추억을 걷다)                                                          | 2018 | —                       | Н/Д          | Сингл без альбому |
| «—» релізи, що не потрапили у чарти або не були випущені у відповідних регіонах. |      |                         |              |                   |